# Llista d'asteroides/200301-200400
| Nom      | Designació provisional | Data de descobriment   | Lloc de descobriment | Descobridor/s           |
| -------- | ---------------------- | ---------------------- | -------------------- | ----------------------- |
| 200301 - | 2000 CS19              | 2 de febrer de 2000    | Socorro              | LINEAR                  |
| 200302 - | 2000 CW78              | 8 de febrer de 2000    | Kitt Peak            | Spacewatch              |
| 200303 - | 2000 CQ97              | 9 de febrer de 2000    | Višnjan Observatory  | K. Korlević             |
| 200304 - | 2000 CL108             | 5 de febrer de 2000    | Catalina             | CSS                     |
| 200305 - | 2000 CW125             | 3 de febrer de 2000    | Socorro              | LINEAR                  |
| 200306 - | 2000 CO137             | 4 de febrer de 2000    | Kitt Peak            | Spacewatch              |
| 200307 - | 2000 DD55              | 29 de febrer de 2000   | Socorro              | LINEAR                  |
| 200308 - | 2000 DN57              | 29 de febrer de 2000   | Socorro              | LINEAR                  |
| 200309 - | 2000 DY88              | 26 de febrer de 2000   | Kitt Peak            | Spacewatch              |
| 200310 - | 2000 DR92              | 28 de febrer de 2000   | Kitt Peak            | Spacewatch              |
| 200311 - | 2000 EH10              | 3 de març de 2000      | Socorro              | LINEAR                  |
| 200312 - | 2000 ER59              | 10 de març de 2000     | Socorro              | LINEAR                  |
| 200313 - | 2000 EB62              | 10 de març de 2000     | Socorro              | LINEAR                  |
| 200314 - | 2000 ER115             | 10 de març de 2000     | Kitt Peak            | Spacewatch              |
| 200315 - | 2000 EH124             | 11 de març de 2000     | Anderson Mesa        | LONEOS                  |
| 200316 - | 2000 EQ169             | 4 de març de 2000      | Socorro              | LINEAR                  |
| 200317 - | 2000 EW174             | 2 de març de 2000      | Kitt Peak            | Spacewatch              |
| 200318 - | 2000 ER197             | 4 de març de 2000      | Kitt Peak            | Spacewatch              |
| 200319 - | 2000 FE20              | 29 de març de 2000     | Socorro              | LINEAR                  |
| 200320 - | 2000 FF69              | 27 de març de 2000     | Kitt Peak            | Spacewatch              |
| 200321 - | 2000 GU4               | 5 d'abril de 2000      | Socorro              | LINEAR                  |
| 200322 - | 2000 GJ20              | 5 d'abril de 2000      | Socorro              | LINEAR                  |
| 200323 - | 2000 GH22              | 5 d'abril de 2000      | Socorro              | LINEAR                  |
| 200324 - | 2000 GA27              | 5 d'abril de 2000      | Socorro              | LINEAR                  |
| 200325 - | 2000 GM32              | 5 d'abril de 2000      | Socorro              | LINEAR                  |
| 200326 - | 2000 GZ34              | 5 d'abril de 2000      | Socorro              | LINEAR                  |
| 200327 - | 2000 GL63              | 5 d'abril de 2000      | Socorro              | LINEAR                  |
| 200328 - | 2000 GN70              | 5 d'abril de 2000      | Socorro              | LINEAR                  |
| 200329 - | 2000 GJ112             | 3 d'abril de 2000      | Anderson Mesa        | LONEOS                  |
| 200330 - | 2000 GO129             | 5 d'abril de 2000      | Kitt Peak            | Spacewatch              |
| 200331 - | 2000 GR129             | 5 d'abril de 2000      | Kitt Peak            | Spacewatch              |
| 200332 - | 2000 GT135             | 8 d'abril de 2000      | Socorro              | LINEAR                  |
| 200333 - | 2000 GC186             | 4 d'abril de 2000      | Anderson Mesa        | LONEOS                  |
| 200334 - | 2000 HO11              | 30 d'abril de 2000     | Eskridge             | Eskridge                |
| 200335 - | 2000 HS18              | 25 d'abril de 2000     | Kitt Peak            | Spacewatch              |
| 200336 - | 2000 HN24              | 24 d'abril de 2000     | Anderson Mesa        | LONEOS                  |
| 200337 - | 2000 HA41              | 28 d'abril de 2000     | Socorro              | LINEAR                  |
| 200338 - | 2000 HP43              | 29 d'abril de 2000     | Kitt Peak            | Spacewatch              |
| 200339 - | 2000 HX50              | 29 d'abril de 2000     | Socorro              | LINEAR                  |
| 200340 - | 2000 HR82              | 29 d'abril de 2000     | Socorro              | LINEAR                  |
| 200341 - | 2000 HU93              | 29 d'abril de 2000     | Socorro              | LINEAR                  |
| 200342 - | 2000 HT95              | 28 d'abril de 2000     | Kitt Peak            | Spacewatch              |
| 200343 - | 2000 JV                | 1 de maig de 2000      | Socorro              | LINEAR                  |
| 200344 - | 2000 JA1               | 1 de maig de 2000      | Socorro              | LINEAR                  |
| 200345 - | 2000 JC1               | 1 de maig de 2000      | Socorro              | LINEAR                  |
| 200346 - | 2000 JU6               | 4 de maig de 2000      | Socorro              | LINEAR                  |
| 200347 - | 2000 JC42              | 11 de maig de 2000     | Kitt Peak            | Spacewatch              |
| 200348 - | 2000 JB64              | 10 de maig de 2000     | Socorro              | LINEAR                  |
| 200349 - | 2000 JN82              | 7 de maig de 2000      | Socorro              | LINEAR                  |
| 200350 - | 2000 KV27              | 28 de maig de 2000     | Socorro              | LINEAR                  |
| 200351 - | 2000 KN34              | 27 de maig de 2000     | Socorro              | LINEAR                  |
| 200352 - | 2000 KH37              | 24 de maig de 2000     | Kitt Peak            | Spacewatch              |
| 200353 - | 2000 KR39              | 24 de maig de 2000     | Kitt Peak            | Spacewatch              |
| 200354 - | 2000 KR42              | 31 de maig de 2000     | Kitt Peak            | Spacewatch              |
| 200355 - | 2000 KY46              | 27 de maig de 2000     | Socorro              | LINEAR                  |
| 200356 - | 2000 KS51              | 31 de maig de 2000     | Kitt Peak            | Spacewatch              |
| 200357 - | 2000 KD52              | 23 de maig de 2000     | Anderson Mesa        | LONEOS                  |
| 200358 - | 2000 OO37              | 30 de juliol de 2000   | Socorro              | LINEAR                  |
| 200359 - | 2000 PB7               | 1 d'agost de 2000      | Ondřejov             | P. Pravec, L. Šarounová |
| 200360 - | 2000 PN25              | 4 d'agost de 2000      | Socorro              | LINEAR                  |
| 200361 - | 2000 PO32              | 3 d'agost de 2000      | Socorro              | LINEAR                  |
| 200362 - | 2000 QL                | 21 d'agost de 2000     | Prescott             | P. G. Comba             |
| 200363 - | 2000 QD2               | 24 d'agost de 2000     | Socorro              | LINEAR                  |
| 200364 - | 2000 QA26              | 23 d'agost de 2000     | Reedy Creek          | J. Broughton            |
| 200365 - | 2000 QX38              | 24 d'agost de 2000     | Socorro              | LINEAR                  |
| 200366 - | 2000 QG48              | 24 d'agost de 2000     | Socorro              | LINEAR                  |
| 200367 - | 2000 QZ50              | 24 d'agost de 2000     | Socorro              | LINEAR                  |
| 200368 - | 2000 QS51              | 24 d'agost de 2000     | Socorro              | LINEAR                  |
| 200369 - | 2000 QL57              | 26 d'agost de 2000     | Socorro              | LINEAR                  |
| 200370 - | 2000 QX64              | 28 d'agost de 2000     | Socorro              | LINEAR                  |
| 200371 - | 2000 QF66              | 28 d'agost de 2000     | Socorro              | LINEAR                  |
| 200372 - | 2000 QW81              | 24 d'agost de 2000     | Socorro              | LINEAR                  |
| 200373 - | 2000 QH89              | 25 d'agost de 2000     | Socorro              | LINEAR                  |
| 200374 - | 2000 QK91              | 25 d'agost de 2000     | Socorro              | LINEAR                  |
| 200375 - | 2000 QQ91              | 25 d'agost de 2000     | Socorro              | LINEAR                  |
| 200376 - | 2000 QL99              | 28 d'agost de 2000     | Socorro              | LINEAR                  |
| 200377 - | 2000 QT120             | 25 d'agost de 2000     | Socorro              | LINEAR                  |
| 200378 - | 2000 QV134             | 26 d'agost de 2000     | Socorro              | LINEAR                  |
| 200379 - | 2000 QW152             | 29 d'agost de 2000     | Socorro              | LINEAR                  |
| 200380 - | 2000 QG160             | 31 d'agost de 2000     | Socorro              | LINEAR                  |
| 200381 - | 2000 QJ167             | 31 d'agost de 2000     | Socorro              | LINEAR                  |
| 200382 - | 2000 QV169             | 31 d'agost de 2000     | Socorro              | LINEAR                  |
| 200383 - | 2000 QG175             | 31 d'agost de 2000     | Socorro              | LINEAR                  |
| 200384 - | 2000 QY182             | 31 d'agost de 2000     | Socorro              | LINEAR                  |
| 200385 - | 2000 QH194             | 31 d'agost de 2000     | Socorro              | LINEAR                  |
| 200386 - | 2000 QT196             | 29 d'agost de 2000     | Socorro              | LINEAR                  |
| 200387 - | 2000 QM210             | 31 d'agost de 2000     | Socorro              | LINEAR                  |
| 200388 - | 2000 QD224             | 26 d'agost de 2000     | Kitt Peak            | Spacewatch              |
| 200389 - | 2000 QH252             | 28 d'agost de 2000     | Socorro              | LINEAR                  |
| 200390 - | 2000 RE18              | 1 de setembre de 2000  | Socorro              | LINEAR                  |
| 200391 - | 2000 RU18              | 1 de setembre de 2000  | Socorro              | LINEAR                  |
| 200392 - | 2000 RN21              | 1 de setembre de 2000  | Socorro              | LINEAR                  |
| 200393 - | 2000 RM25              | 1 de setembre de 2000  | Socorro              | LINEAR                  |
| 200394 - | 2000 RJ51              | 5 de setembre de 2000  | Socorro              | LINEAR                  |
| 200395 - | 2000 RV63              | 3 de setembre de 2000  | Socorro              | LINEAR                  |
| 200396 - | 2000 RJ64              | 1 de setembre de 2000  | Socorro              | LINEAR                  |
| 200397 - | 2000 RR76              | 4 de setembre de 2000  | Socorro              | LINEAR                  |
| 200398 - | 2000 RE89              | 3 de setembre de 2000  | Socorro              | LINEAR                  |
| 200399 - | 2000 RQ102             | 5 de setembre de 2000  | Anderson Mesa        | LONEOS                  |
| 200400 - | 2000 SZ24              | 26 de setembre de 2000 | Bisei SG Center      | BATTeRS                 |